# Хераклея Понтика
Вижте пояснителната страница за други значения на Хераклея.
Хераклея Понтика (на гръцки: Ηράκλεια Ποντική, Hērakleia Pontikē; на латински: Heraclea Pontica, по-късно Bender Ereğli, днес Карадениз Ерегли) е древен град  във Витиния на устието на Kilijsu (река Gülüc) в Черно море (Pontos Euxeinos) в днешна Турция.
Основан е около 560 пр.н.е., като дорийска колония на Мегара. Скоро подчинява живеещите там мариандини, разширява територията си и от средата на 5 век пр.н.е. става важен търговски център. Икономическият разцвет на града е през 4 век пр.н.е.
Градът първо е управляван от олигарси. Клеарх, който бил ученик на Платон в Атина, смъква олигархите през 364/363 пр.н.е., става тиран и е убит през 352 пр.н.е. През 284 пр.н.е. Хераклея е превзета от Лизимах, който оставя града във владение на съпругата си Арсиноя II, която поставя управител в града и прекъсва автономията му. След убийството на Лизимах (281 пр.н.е.) жителите на града изгонват управителя на Арсиноя II и стават отново свободни. Те образуват така наречената Северна Лига. През 188 пр.н.е. сключват мир и съюз с Рим. През 73 пр.н.е. Хераклея се съюзява с Митридат VI, царя на Понт и става след една година част от неговото царство.
През 70 пр.н.е. по време на Третата митридатова война Марк Аврелий Кота превзема и опустошава града след двегодишна обсада.
През 65/64 пр.н.е. Хераклея е към провинцията Понт, от 46/45 пр.н.е. е римска колония, от 30 пр.н.е е към провинция Витиния и Понт и от 385 г. е към провинция Honorias.